# Kosočtverečná soustava
Kosočtverečná, rombická, neboli ortorombická soustava je jedna ze sedmi krystalografických soustav. Možné prvky souměrnosti jsou: maximálně tři dvojnásobné osy souměrnosti (symbol 2), maximálně tři roviny souměrnosti (m), střed souměrnosti (1) a jejich kombinace (tři dvojnásobné osy + střed souměrnosti a jedna dvojnásobná osa + dvě roviny souměrnosti). Bravaisovy mřížky jsou zastoupené všechny čtyři: primitivní (P), bazicky centrovaná (C), prostorově centrovaná (I) a plošně centrovaná (F).

## Typy mřížek

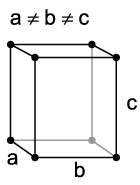
Primitivní mřížka
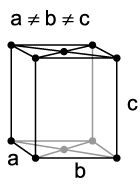
Bazicky centrovaná mřížka
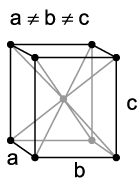
Prostorově centrovaná mřížka
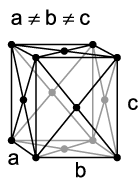
Plošně centrovaná mřížka

## Výběr souřadnicové soustavy
Logický je výběr souřadnicových os totožných s krystalografickými, nebo ležících v rovinách souměrnosti. Označování jednotlivých souřadnicových os se volí podle velikosti jednotlivých vektorů na nich, podle pravidla b > a > c.

## Krystalové tvary
V jednotlivých grupách jsou možné další tvary:
- mmm - pinakoid, rombická prizma a rombická dipyramida
- mm2 - pedion, pinakoid, rombická prizma, rombická pyramida a dóma
- 222 - pinakoid, rombická prizma a rombický disfenoid